# Anomalocarididae
De Anomalocarididae (soms verkeerd gespeld als Anomalocaridae) zijn een familie van uitgestorven radiodonten uit het Cambrium, een groep geleedpotigen uit de stamgroep.
Rond de jaren negentig en begin jaren 2010 omvatten Anomalocarididae alle radiodonte soorten, vandaar het eerdere equivalent van de algemene naam Anomalocarididae voor de hele Radiodonta. Dit is niet langer het geval na de revisie door Vinther et alii 2014, aangezien Anomalocarididae sindsdien beperkt zijn tot alleen Anomalocaris en, indien aanwezig, enkele nauw verwante geslachten. Wu et alii 2021 accepteerden alleen Anomalocaris (exclusief Anomalocaris saron, Anomalocaris Kunmingensis en Anomalocaris Briggsi) en Lenisicaris als lid van Anomalocarididae, terwijl Paranomalocaris twijfelachtig ook in sommige onderzoeken is opgenomen.
Anomalocarididae onderscheiden zich van de vergelijkbare familie Amplectobeluidae (bijvoorbeeld Amplectobelua, Lyrarapax) door de aanwezigheid van een triradiale orale conus en niet-gehypertrofieerde eerste distale endiet. Vergeleken met Hurdiidae en Tamisiocarididae deelden deze twee radiodonte families veel kenmerken (namelijk afwisselende endietlengte; gestroomlijnd lichaam; kleine kop met eivormige sklerieten; goed ontwikkelde zwemkleppen; caudale furcae; roofzuchtige levensstijl) en vormen een clade in meerdere fylogenetische analyses.

## Classificatie
Er zijn elf geslachten binnen de Anomalocarididae, waarvan de meeste slechts van één soort bekend zijn:
- Aegirocassis
  -  Aegirocassis benmoulae
- Amplectobelua
  - Amplectobelua symbrachiata
  - Amplectobelua stephenensis
- Anomalocaris
  - Anomalocaris briggsi
  - Anomalocaris canadensis
  - Anomalocaris pennsylvanica
  - Anomalocaris saron
- Caryosyntrips
  - Caryosyntrips serratus
- Cassubia
  - Cassubia infracambriensis
- Cucumericrus
  - Cucumericrus decoratus
- Hurdia
  - Hurdia victoria
- Laggania
  - Laggania cambria
- Schinderhannes
  - Schinderhannes bartelsi
- Stanleycaris
  - Stanleycaris hirpex
- Tamisiocaris
  - Tamisiocaris borealis

Enkele andere verwante geslachten worden soms in Anomalocarididae geplaatst, maar kunnen in andere clades thuishoren:
- Jianshanopodia
- Kerygmachela
- Pambdelurion
- Parapeytoia